# Grignols (Gironde)
Cet article possède un paronyme, voir Brignoles.
Pour les articles homonymes, voir Grignols.
Grignols [ɡʁiɲɔls] est une commune du Sud-Ouest de la France, située dans le département de la Gironde, en région Nouvelle-Aquitaine.

## Géographie

### Localisation
Commune du sud de la Gironde, dans les landes de Gascogne, entre Lot-et-Garonne et Landes, Grignols est arrosée par le Lisos, affluent de la Garonne.
Elle se trouve à 71 km au sud-est de Bordeaux, chef-lieu du département et à 27 km au sud-est de Langon, chef-lieu d'arrondissement.

### Communes limitrophes
Les communes limitrophes en sont Cocumont (Lot-et-Garonne) à l'extrême nord-nord-est, Romestaing (Lot-et-Garonne) au nord-est, Cours-les-Bains au sud-est, Sillas au sud-ouest, Masseilles à l'ouest, Cauvignac à l'est-nord-est sur environ 300 m et Sigalens au nord-ouest et nord.
| Cauvignac  | Sigalens | Cocumont (L. & G.) Romestaing (L. & G.) |
| Masseilles | Grignols |                                         |
| Sillas     |          | Cours-les-Bains                         |

### Hydrographie
La commune est traversée par le Lisos affluent de la Garonne et le Ruisseau de Barthos affluent du Ciron.

### Climat
Pour des articles plus généraux, voir Climat de la Nouvelle-Aquitaine et Climat de la Gironde.
Historiquement, la commune est exposée à un climat océanique aquitain.  
En 2020, Météo-France publie une typologie des climats de la France métropolitaine dans laquelle la commune est exposée à un climat océanique et est dans la région climatique  Aquitaine, Gascogne, caractérisée par une pluviométrie abondante au printemps, modérée en automne, un faible ensoleillement au printemps, un été chaud (19,5 °C), des vents faibles, des brouillards fréquents en automne et en hiver et des orages fréquents en été (15 à 20 jours).
Pour la période 1971-2000, la température annuelle moyenne est de 12,8 °C, avec une amplitude thermique annuelle de 14,8 °C. Le cumul annuel moyen de précipitations est de 845 mm, avec 11,3 jours de précipitations en janvier et 6,7 jours en juillet. Pour la période 1991-2020, la température moyenne annuelle observée sur la station météorologique la plus proche, située sur la commune de Saint-Martin-Curton à 7,43 km à vol d'oiseau, est de 0,0 °C et le cumul annuel moyen de précipitations est de 0,0 mm,. Pour l'avenir, les paramètres climatiques de la commune estimés pour 2050 selon différents scénarios d’émission de gaz à effet de serre sont consultables sur un site dédié publié par Météo-France en novembre 2022.

## Urbanisme

### Typologie
Au 1er janvier 2024, Grignols est catégorisée commune rurale à habitat dispersé, selon la nouvelle grille communale de densité à sept niveaux définie par l'Insee en 2022.
Elle est située hors unité urbaine et hors attraction des villes,.

### Occupation des sols

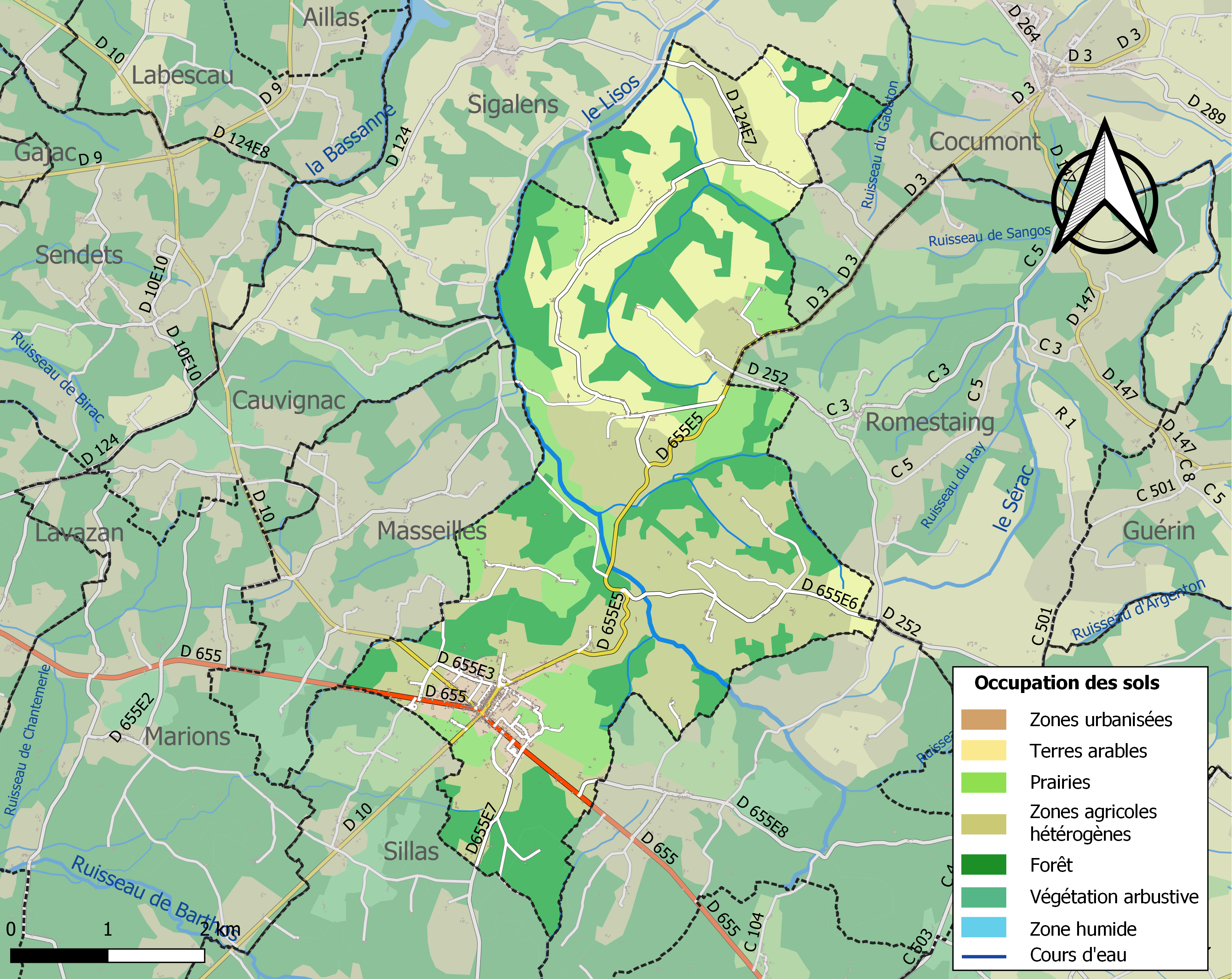
Carte des infrastructures et de l'occupation des sols de la commune en 2018 (CLC).

L'occupation des sols de la commune, telle qu'elle ressort de la base de données européenne d’occupation biophysique des sols Corine Land Cover (CLC), est marquée par l'importance des territoires agricoles (67,6 % en 2018), une proportion sensiblement équivalente à celle de 1990 (68,1 %). La répartition détaillée en 2018 est la suivante : 
zones agricoles hétérogènes (33 %), forêts (29 %), terres arables (17,8 %), prairies (13,9 %), zones urbanisées (3,4 %), cultures permanentes (2,9 %). L'évolution de l’occupation des sols de la commune et de ses infrastructures peut être observée sur les différentes représentations cartographiques du territoire : la carte de Cassini (XVIIIe siècle), la carte d'état-major (1820-1866) et les cartes ou photos aériennes de l'IGN pour la période actuelle (1950 à aujourd'hui).

### Voies de communication et transports
Accès par les lignes d'autocars du réseau interurbain de Gironde.
La principale voie de communication routière est la route départementale D 655 (ancienne route nationale 655) qui traverse le village et qui mène vers le nord-ouest à Bazas et vers le sud-est à Casteljaloux dans le département de Lot-et-Garonne. La route départementale D 10 mène vers le nord-ouest à Langon et vers le sud-ouest à Captieux. La route départementale D 655e5 mène vers le nord-est à Cocumont en Lot-et-Garonne.
L'accès à l'autoroute A62 (Bordeaux-Toulouse) le plus proche est le no 4, dit de La Réole, qui se situe à 17 km vers le nord.

L'accès no 1, dit de Bazas, à l'autoroute A65 (Langon-Pau) se situe à 18 km vers l'ouest-nord-ouest.
La gare SNCF la plus proche est celle de Sainte-Bazeille, sur la ligne Bordeaux - Sète du TER Nouvelle-Aquitaine, qui se situe à 22 km vers le nord-est. Présentant un trafic plus important, celle de Marmande se situe à 26 km vers le nord-est et celle de La Réole également à 26 km vers le nord.

### Risques majeurs
Le territoire de la commune de Grignols est vulnérable à différents aléas naturels : météorologiques (tempête, orage, neige, grand froid, canicule ou sécheresse), inondations, feux de forêts, mouvements de terrains et séisme (sismicité très faible). Un site publié par le BRGM permet d'évaluer simplement et rapidement les risques d'un bien localisé soit par son adresse soit par le numéro de sa parcelle.
La commune a été reconnue en état de catastrophe naturelle au titre des dommages causés par les inondations et coulées de boue survenues en 1982, 1999 et 2009,.
Grignols est exposée au risque de feu de forêt. Depuis le 20 avril 2016, les départements de la Gironde, des Landes et de Lot-et-Garonne disposent d’un règlement interdépartemental de protection de la forêt contre les incendies. Ce règlement vise à mieux prévenir les incendies de forêt, à faciliter les interventions des services et à limiter les conséquences, que ce soit par le débroussaillement, la limitation de l’apport du feu ou la réglementation des activités en forêt. Il définit en particulier cinq niveaux de vigilance croissants auxquels sont associés différentes mesures,.
Les mouvements de terrains susceptibles de se produire sur la commune sont des tassements différentiels.

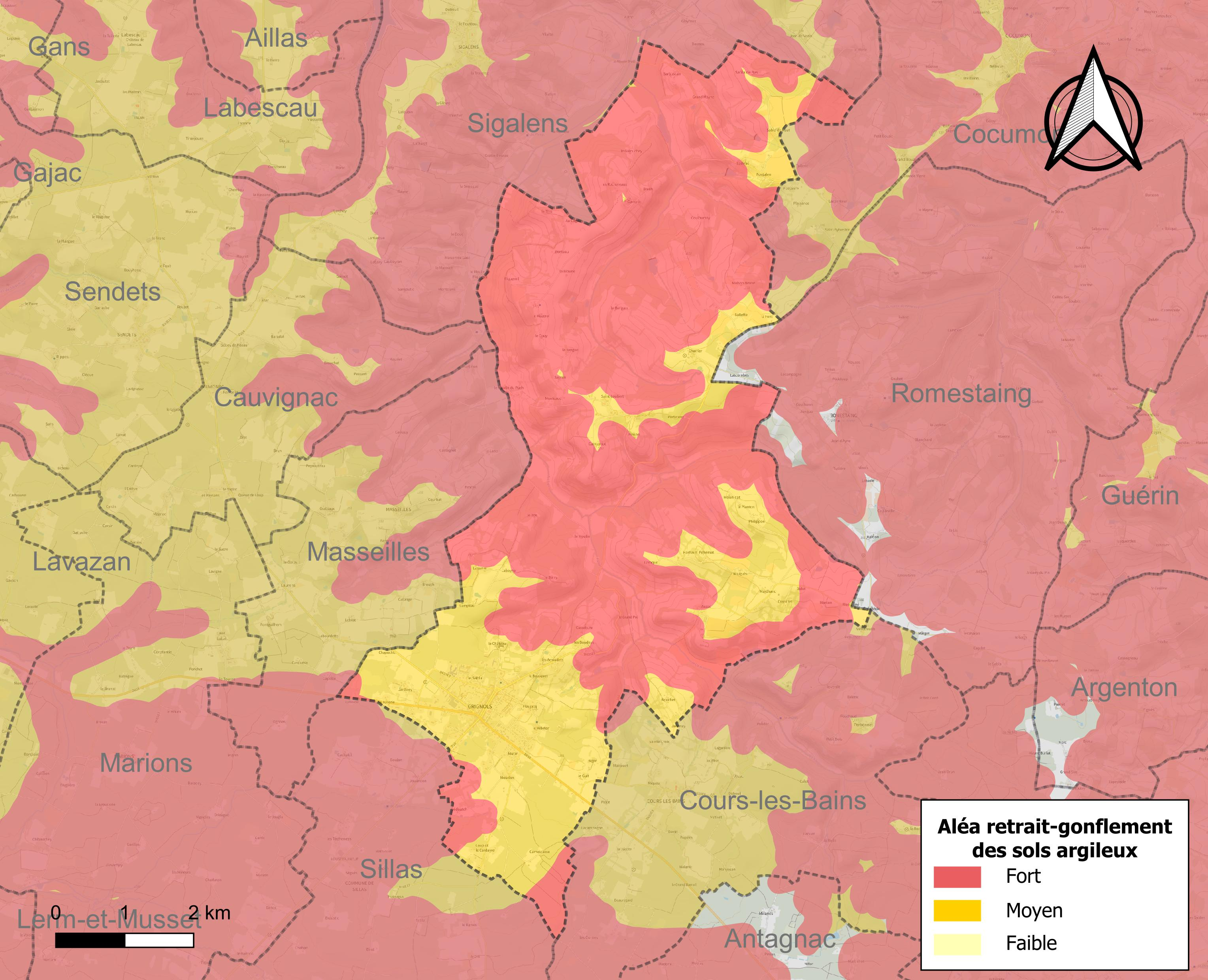
Carte des zones d'aléa retrait-gonflement des sols argileux de Grignols.

Le retrait-gonflement des sols argileux est susceptible d'engendrer des dommages importants aux bâtiments en cas d’alternance de périodes de sécheresse et de pluie. La totalité de la commune est en aléa moyen ou fort (67,4 % au niveau départemental et 48,5 % au niveau national). Sur les 584 bâtiments dénombrés sur la commune en 2019, 584 sont en aléa moyen ou fort, soit 100 %, à comparer aux 84 % au niveau départemental et 54 % au niveau national. Une cartographie de l'exposition du territoire national au retrait gonflement des sols argileux est disponible sur le site du BRGM,.
Par ailleurs, afin de mieux appréhender le risque d’affaissement de terrain, l'inventaire national des cavités souterraines permet de localiser celles situées sur la commune.
Concernant les mouvements de terrains, la commune a été reconnue en état de catastrophe naturelle au titre des dommages causés par la sécheresse en 1989 et 2003 et par des mouvements de terrain en 1999.

## Toponymie
Le toponyme est attesté sous les formes anciennes Grinolium (1307-1317), de Grinolio (1299)…
Toutefois ce toponyme, à la consonance plus languedocienne que gasconne, se prononce localement [gra'ɲɔs] (gragnos). Les formes écrites semblent influencées par le toponyme Grignols de Dordogne, un ancien granol (1072), du latin graneolum 'grenier, lieu où l'on entrepose le grain', qui a évolué en Greniols (1310) puis Grignols.
Le toponyme historique pourrait être composé du cognomen Granius et du suffixe aquitain -òs (< -otze).
Anciennes paroisses :
- Campin : probablement du nom latin Campinius ;
- Campot : diminutif de camp « champ, culture » ;
- Flaujac : nom latin Flavius et suffixe -acum ;
- Le Mazerol : dérivé du latin maceria « ruine, masure » ;
- Sadirac : nom latin Saturus + suffixe -acum ;
- Saint-Loubert de Loutrange : peut-être Lotharus et suffixe -anica.

## Histoire
À la Révolution, les paroisses Saint-Pierre de Flaujac (dit Grignols), Saint-Martin de Gleyroux (ou Glairoux) et son annexe, Saint-Michel de Campin, Saint-Jean d'Auzac et son annexe, Saint-André de Lacouture, Saint-Christophe de Romestaing, Notre-Dame de Sadirac et son annexe, Saint-Sylvestre, Saint-Martin de Monclaris, Saint-Jean du Mazerol forment la commune de Grignols. En 1851, la commune de Grignols est démembrée de sa section de Glairoux pour former une partie de la commune de Sigalens.

## Politique et administration

### Liste des maires
| Période                                  | Période   | Identité               | Étiquette | Qualité                                              |
| ---------------------------------------- | --------- | ---------------------- | --------- | ---------------------------------------------------- |
| 1958                                     | 1977      | Henri Magescas         |           | Conseiller général du Canton de Grignols (1970-1976) |
| 1977                                     | 1978      | Albert Espaignet       |           |                                                      |
| 1978                                     | 1986      | André Lannebras        |           |                                                      |
| 1986                                     | 1989      | Christian Sinays       |           |                                                      |
| 1989                                     | juin 1995 | Paul Tach              |           |                                                      |
| juin 1995                                | mars 2008 | Jean-Jacques Coustolle | PS        |                                                      |
| mars 2008                                | mai 2019  | Jean-Pierre Baillé     | UMP-LR    | Retraité Conseiller général (2008-2015)              |
| mai 2019                                 | En cours  | Françoise Dupiol-Tach  | LR        | Commerçante                                          |
| Les données manquantes sont à compléter. |           |                        |           |                                                      |

### Jumelages
Celorico da Beira (Portugal) depuis 1995.

### Intercommunalité
Le 1er janvier 2014, la communauté de communes de Captieux-Grignols ayant été supprimée, la commune de Grignols s'est retrouvée intégrée à la communauté de communes du Bazadais siégeant à Bazas.

## Population et société

### Démographie
Les habitants sont appelés les Grignolais.
L'évolution du nombre d'habitants est connue à travers les recensements de la population effectués dans la commune depuis 1793. Pour les communes de moins de 10 000 habitants, une enquête de recensement portant sur toute la population est réalisée tous les cinq ans, les populations de référence des années intermédiaires étant quant à elles estimées par interpolation ou extrapolation. Pour la commune, le premier recensement exhaustif entrant dans le cadre du nouveau dispositif a été réalisé en 2007.

En 2022, la commune comptait 1 209 habitants, en évolution de +1,6 % par rapport à 2016 (Gironde : +6,91 %, France hors Mayotte : +2,11 %).
| 1793  | 1800  | 1806  | 1821  | 1831  | 1836  | 1841  | 1846  | 1851  |
| ----- | ----- | ----- | ----- | ----- | ----- | ----- | ----- | ----- |
| 1 315 | 1 405 | 1 429 | 1 668 | 1 667 | 1 773 | 1 735 | 1 695 | 1 749 |

| 1856  | 1861  | 1866  | 1872  | 1876  | 1881  | 1886  | 1891  | 1896  |
| ----- | ----- | ----- | ----- | ----- | ----- | ----- | ----- | ----- |
| 1 872 | 1 832 | 1 902 | 1 835 | 1 800 | 1 801 | 1 668 | 1 733 | 1 677 |

| 1901  | 1906  | 1911  | 1921  | 1926  | 1931  | 1936  | 1946  | 1954  |
| ----- | ----- | ----- | ----- | ----- | ----- | ----- | ----- | ----- |
| 1 634 | 1 513 | 1 561 | 1 443 | 1 442 | 1 354 | 1 326 | 1 350 | 1 366 |

| 1962  | 1968  | 1975  | 1982  | 1990  | 1999  | 2006  | 2007  | 2012  |
| ----- | ----- | ----- | ----- | ----- | ----- | ----- | ----- | ----- |
| 1 333 | 1 266 | 1 195 | 1 130 | 1 063 | 1 058 | 1 078 | 1 080 | 1 141 |

| 2017  | 2022  | - | - | - | - | - | - | - |
| ----- | ----- | - | - | - | - | - | - | - |
| 1 207 | 1 209 | - | - | - | - | - | - | - |

### Services publics
Grignols possède un service départemental d'incendie et de secours, une gendarmerie, une poste.

### Enseignement
- École primaire.

### Manifestations culturelles et festivités
La foire aux chapons se tient le dimanche avant Noël.
La Rando pour Tous "Entre Landes et Coteaux, organisée le troisième samedi du mois de septembre au profit des personnes atteintes d’autisme, rassemble sportifs valides et handicapés dans différentes épreuves dont une randonnée pédestre de 10 km.
Les férias ont lieu le premier week-end de juillet.

### Sports
La commune possède un club omnisport, le Club athlétique du canton de Grignols (CACG), ex-CAG avec une section rugby à XV, une section football ainsi qu'une section tennis.
Les couleurs historiques des clubs sont le rouge et vert, maillots floqués d’une Salamandre.

## Économie
- Industrie du bois : parquets-lambris.
- Entreprise de transports routiers.
- Agriculture : polyculture et élevage.

## Culture locale et patrimoine

### Lieux et monuments
- Château de Grignols, ancien château féodal au nord du bourg, à l'origine des XVe-XVIe siècles, restauré au XIXe siècle : donjon carré, logis flanqué de tourelles, chapelle.
- Château de Barbuscan, XVe siècle.
- Halle reconstruite en béton et verre en 1939.

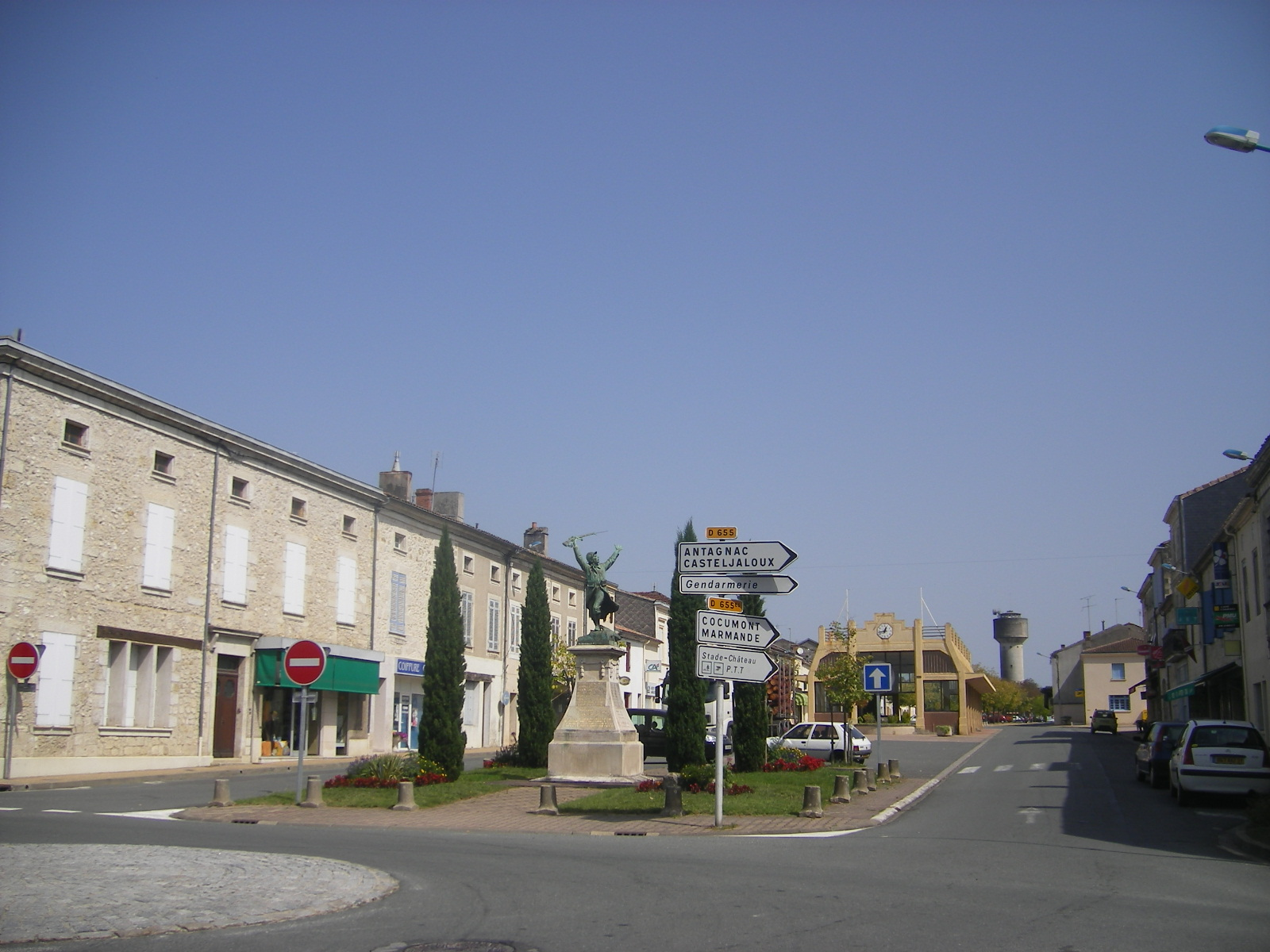
Vue de la place Principale du bourg, les allées Saint-Michel (août 2007).
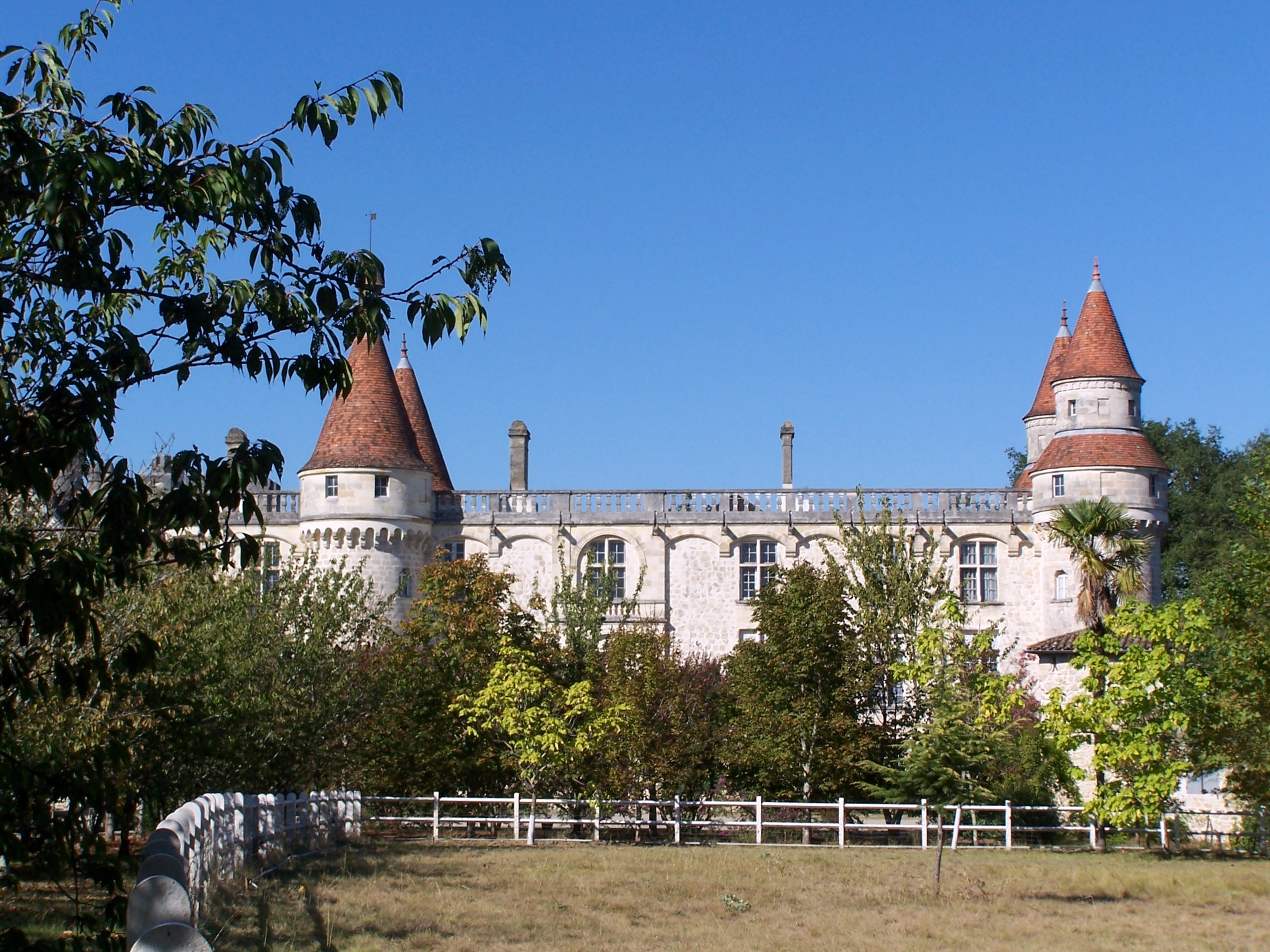
Le château de Grignols dit domaine de la Dame Blanche (sept. 2012).
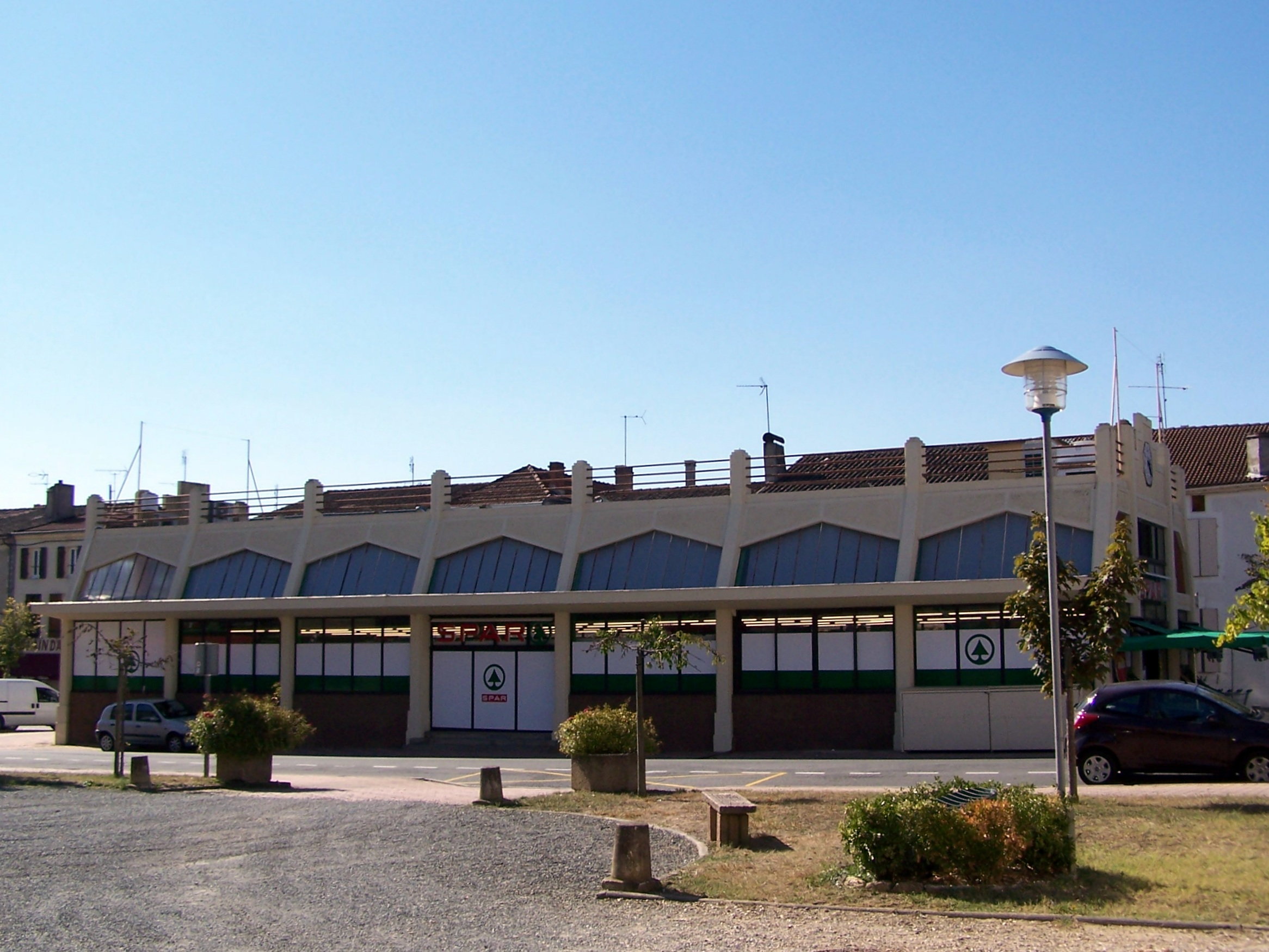
La halle au milieu des allées, en face de l'église Notre-Dame (sept. 2012).
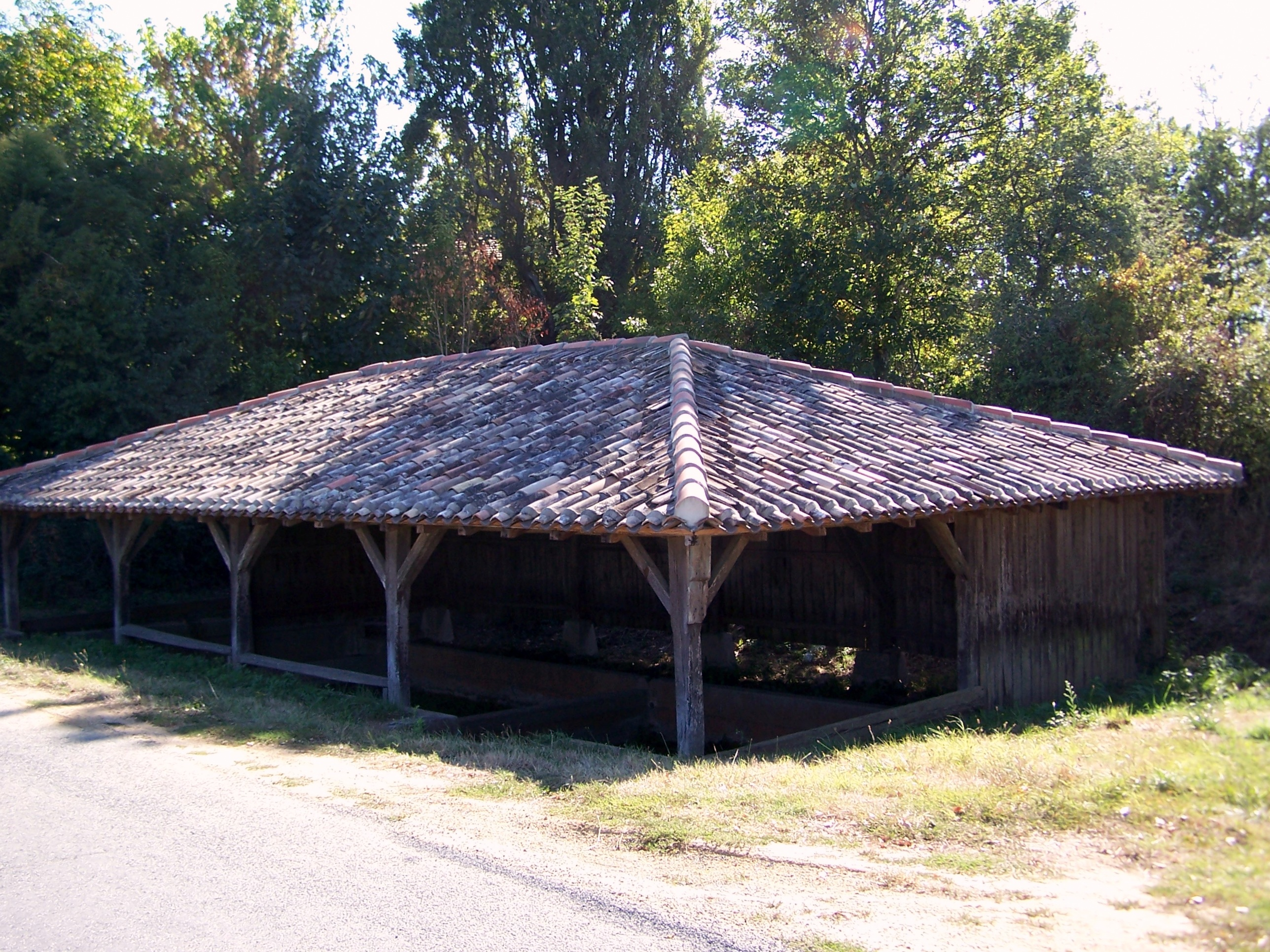
Le lavoir dit de Ferbos sur la route de Flaujacq (sept. 2012).
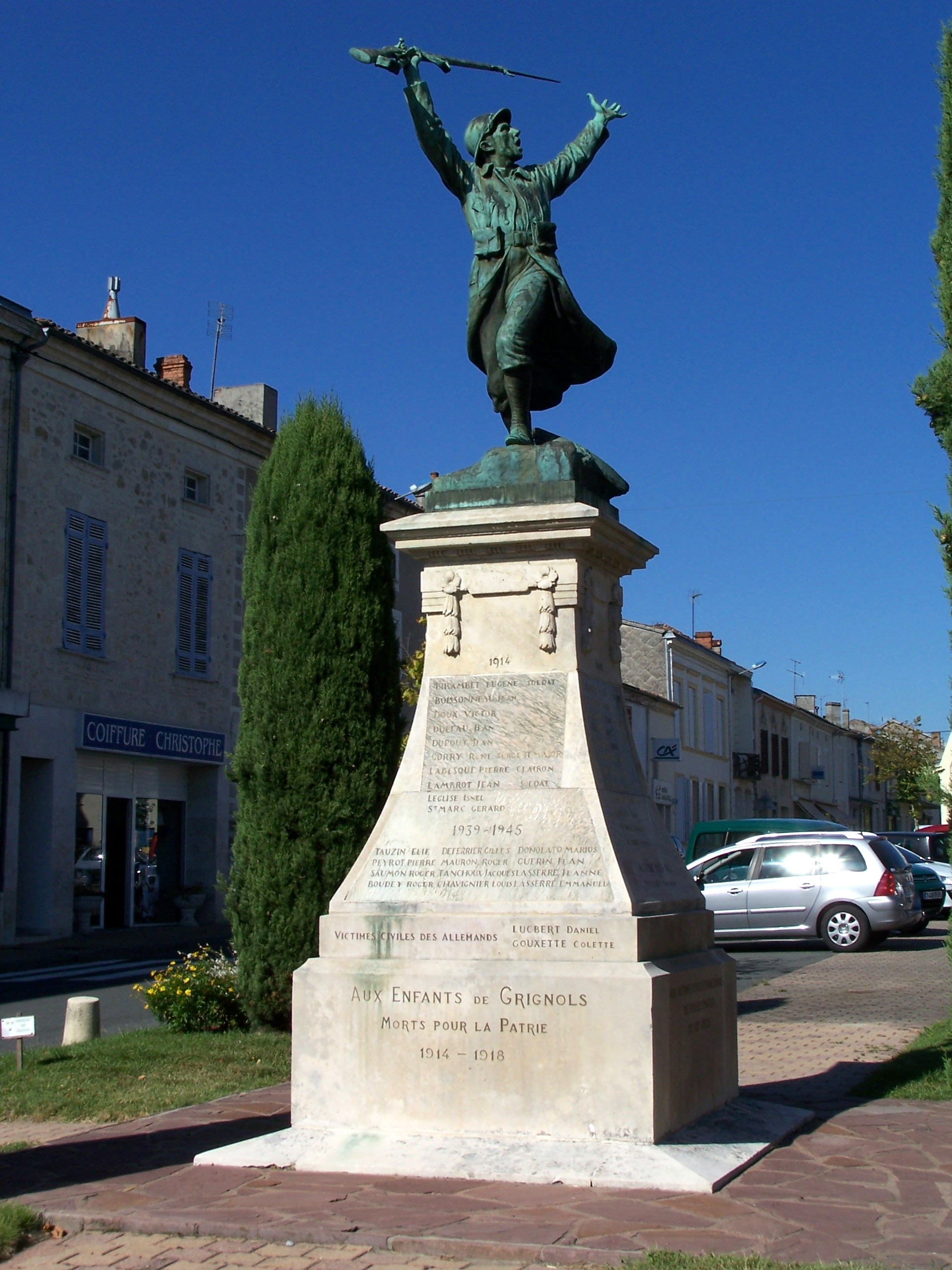
Le monument aux morts au début des allées Saint-Michel (sept. 2012).

- La commune ne compte pas moins de six églises ; du nord au sud :
  - église Notre-Dame-de-Sadirac, dans un écart au nord du territoire communal, en limite du département de Lot-et-Garonne, près de la route de Cocumont ;
  - église Saint-Michel-de-Campin, également au nord du territoire communal, en limite de la commune de Sigalens ;
  - église Saint-Martin-de-Campot, au nord-est, également en limite du département de Lot-et-Garonne, non loin de la route de Romestaing, sans clocher et quelque peu à l'abandon ;
  - église Saint-Loubert-de-l'Outrange, au centre du territoire communal, entre Cauvignac et Romestaing ;
  - église Saint-Jean-Baptiste-d'Auzac, en direction du nord-est depuis le bourg, en ruines et dont trois chapiteaux datant du XIIe siècle ont été sauvegardés au Musée d'Aquitaine à Bordeaux.

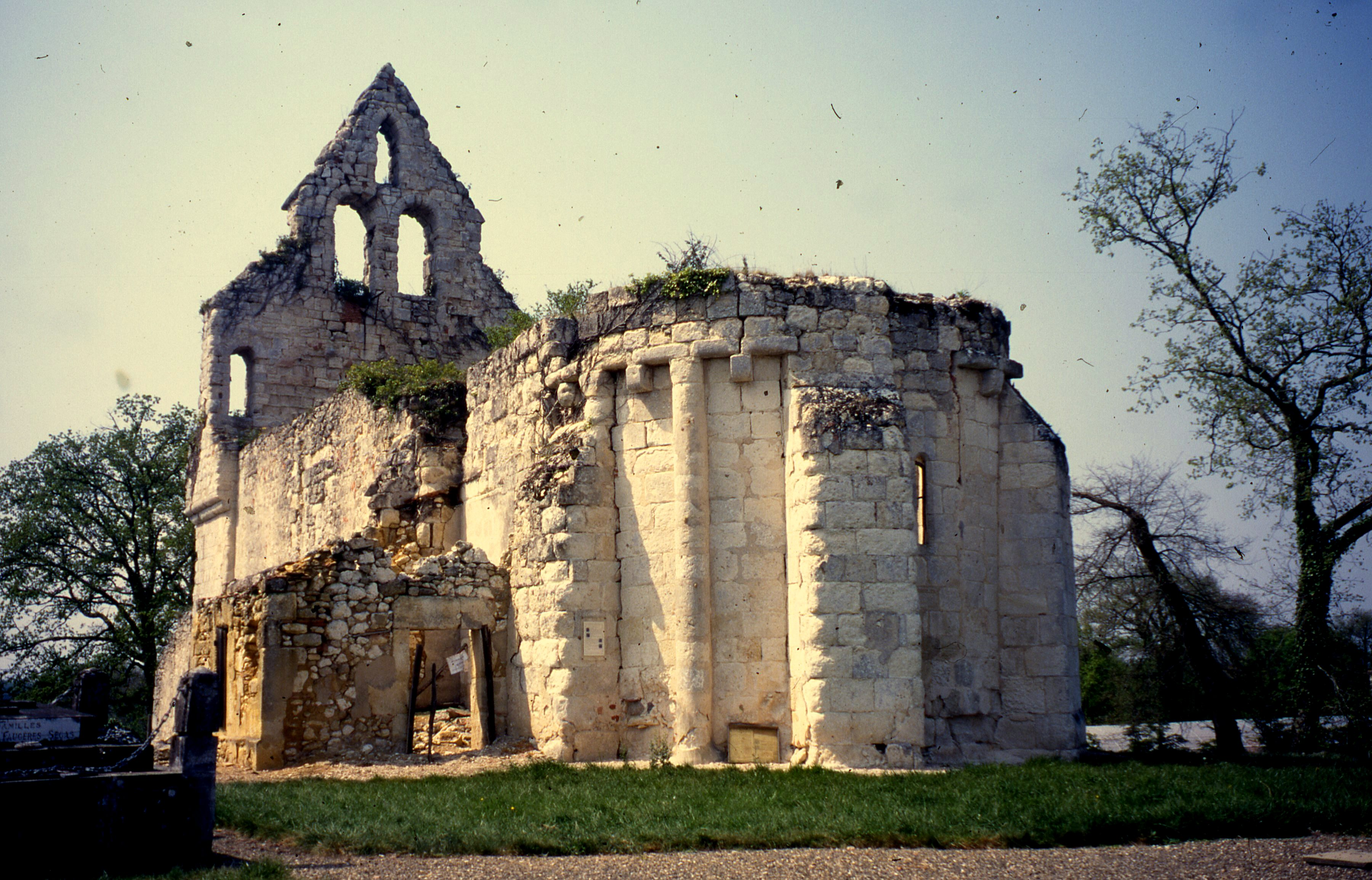
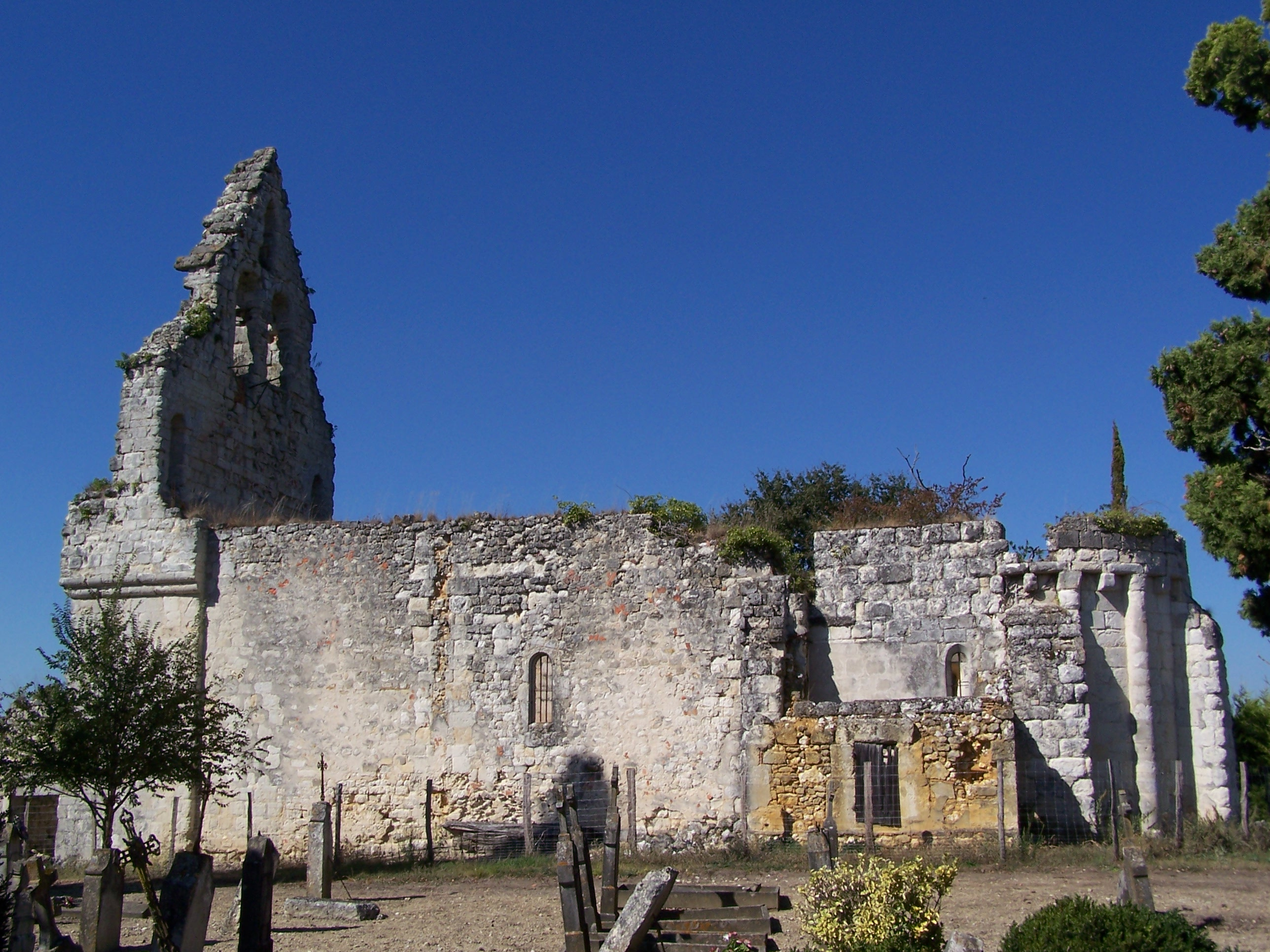
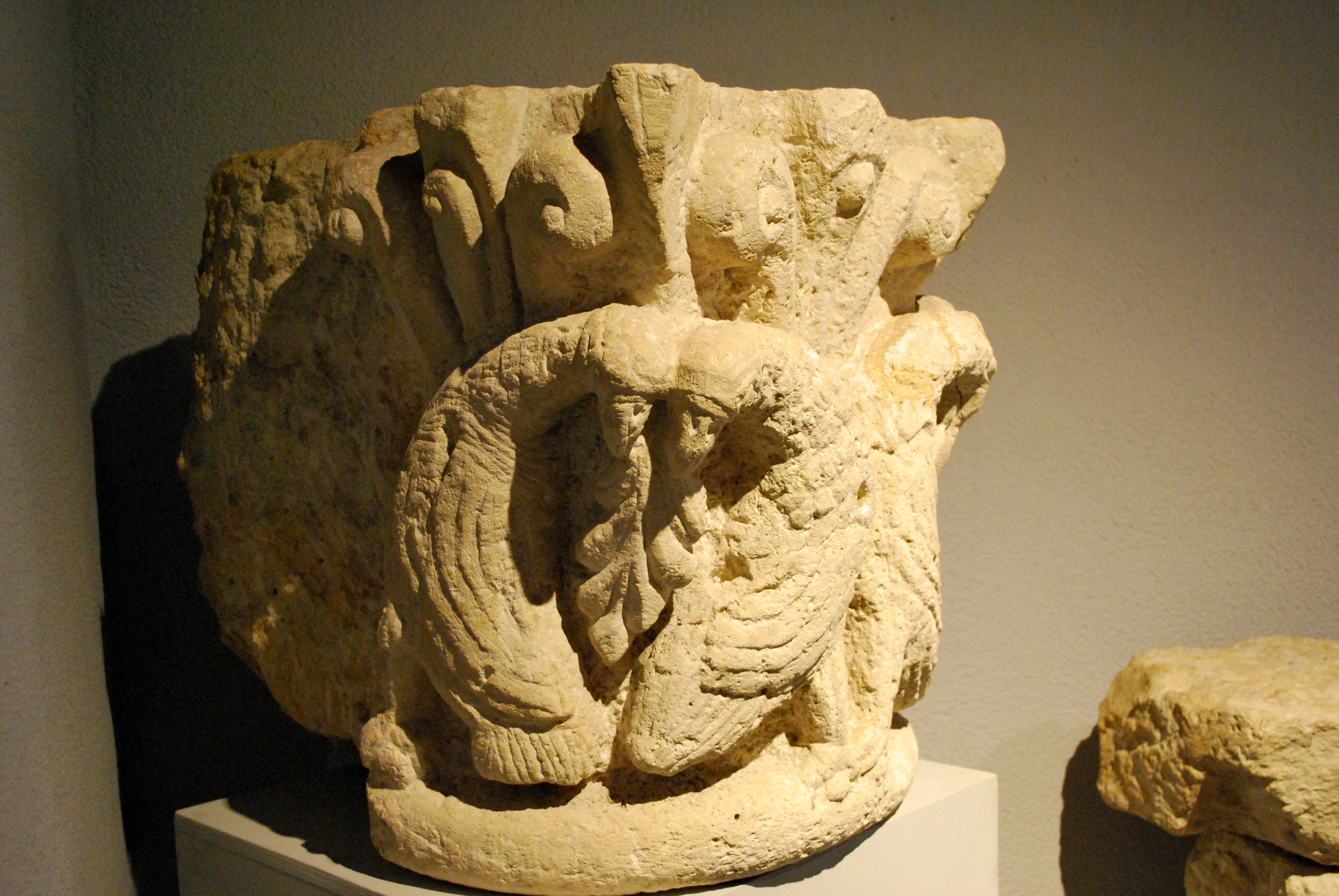
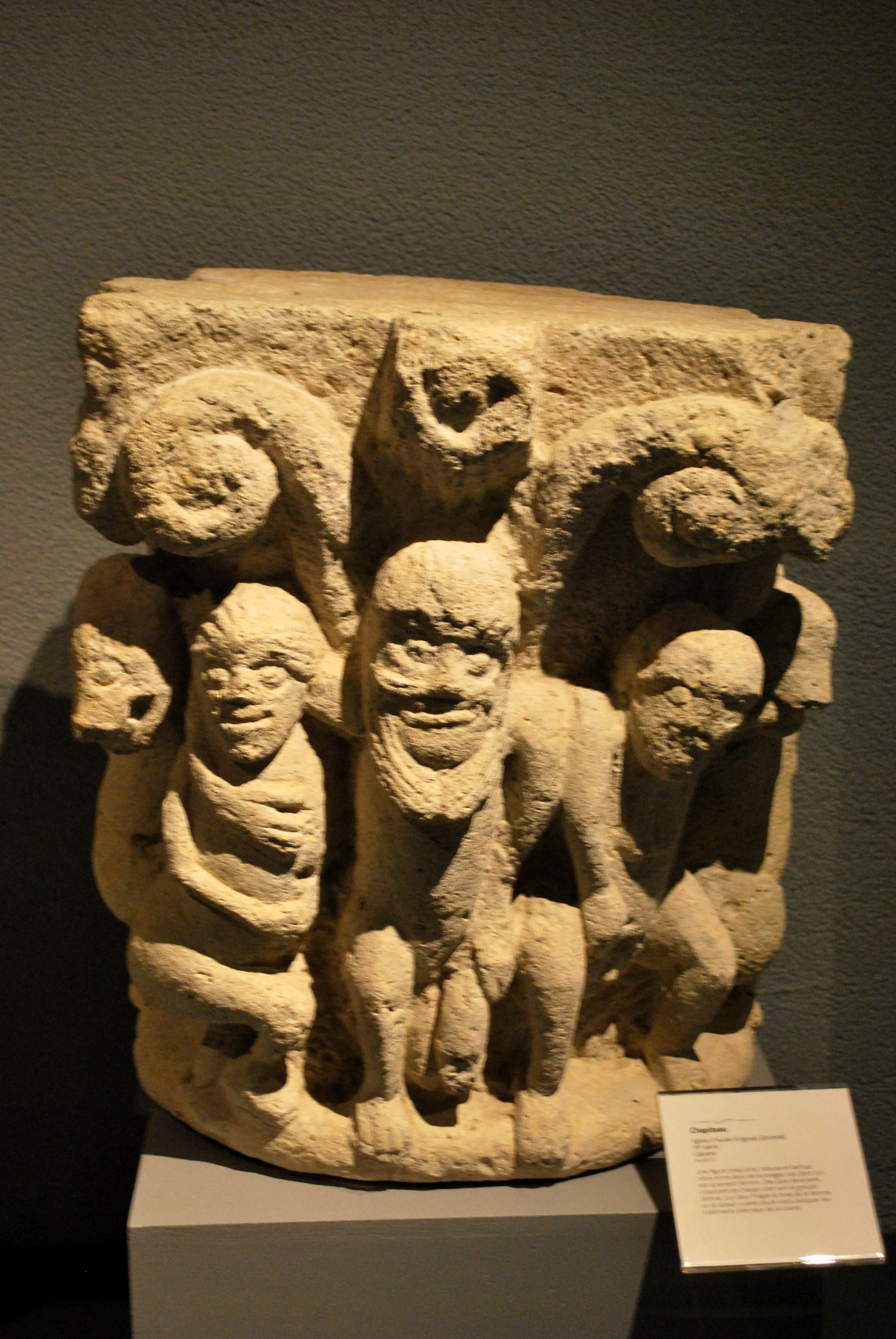
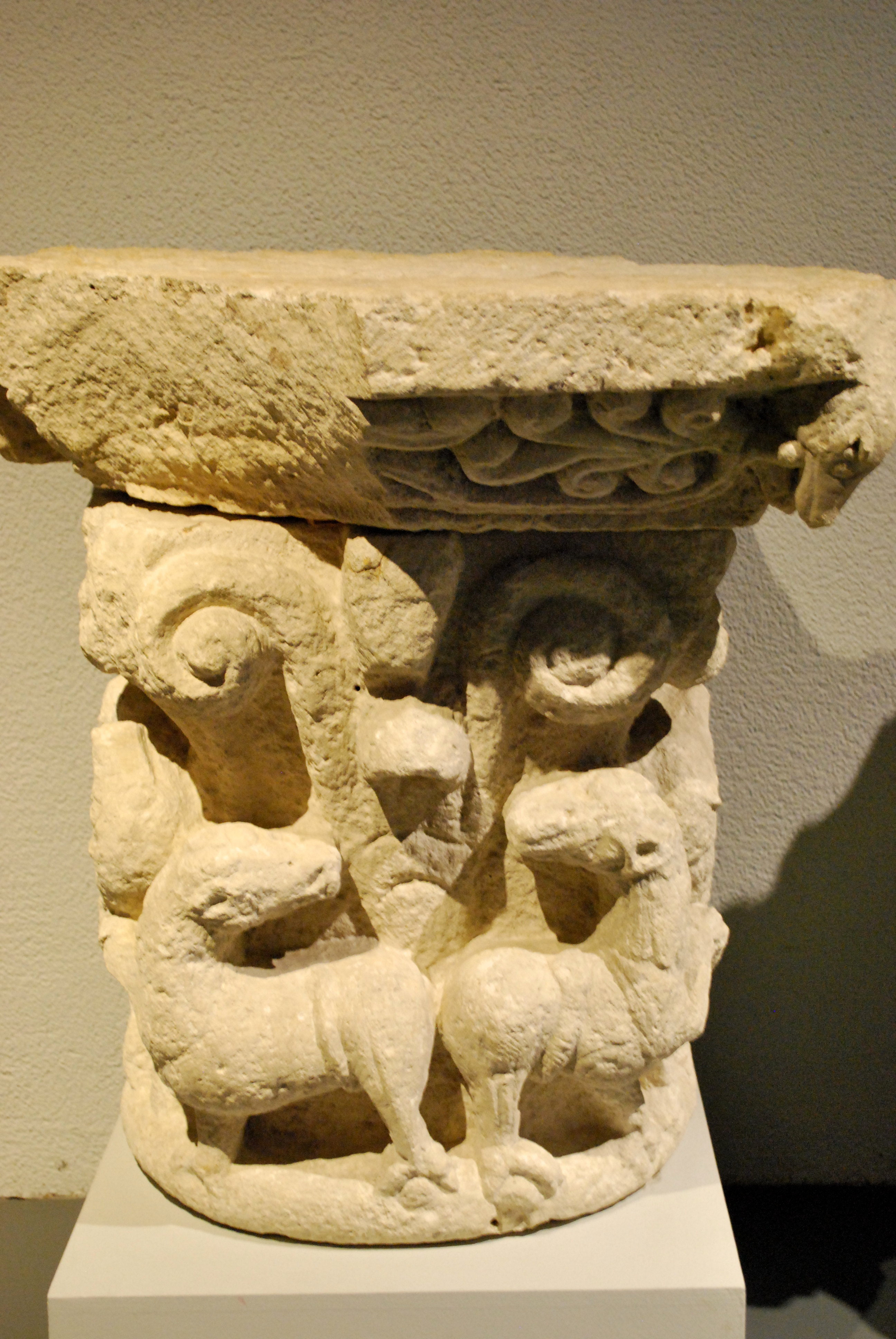

Sur le premier chapiteau figurent deux oiseaux qui picorent une feuille de vigne. Le deuxième chapiteaux montre un homme, avec barbe et moustache, ithyphallique et avec un scrotum démesuré, qui trône entre deux personnages nues. Il enlace, à sa droite une femme, dont le bras droit est mordu par un lion. À sa gauche, un personnage homme/femme (?) est assis, sa main droite entre ses jambes. Le groupe est encadré par des lions rampants, la tête tournée en arrière. Sur le troisième chapiteau, deux lions adossés avec queue rentrant.
- - église Notre-Dame-de-l'Immaculée-Conception, dans le centre-ville.

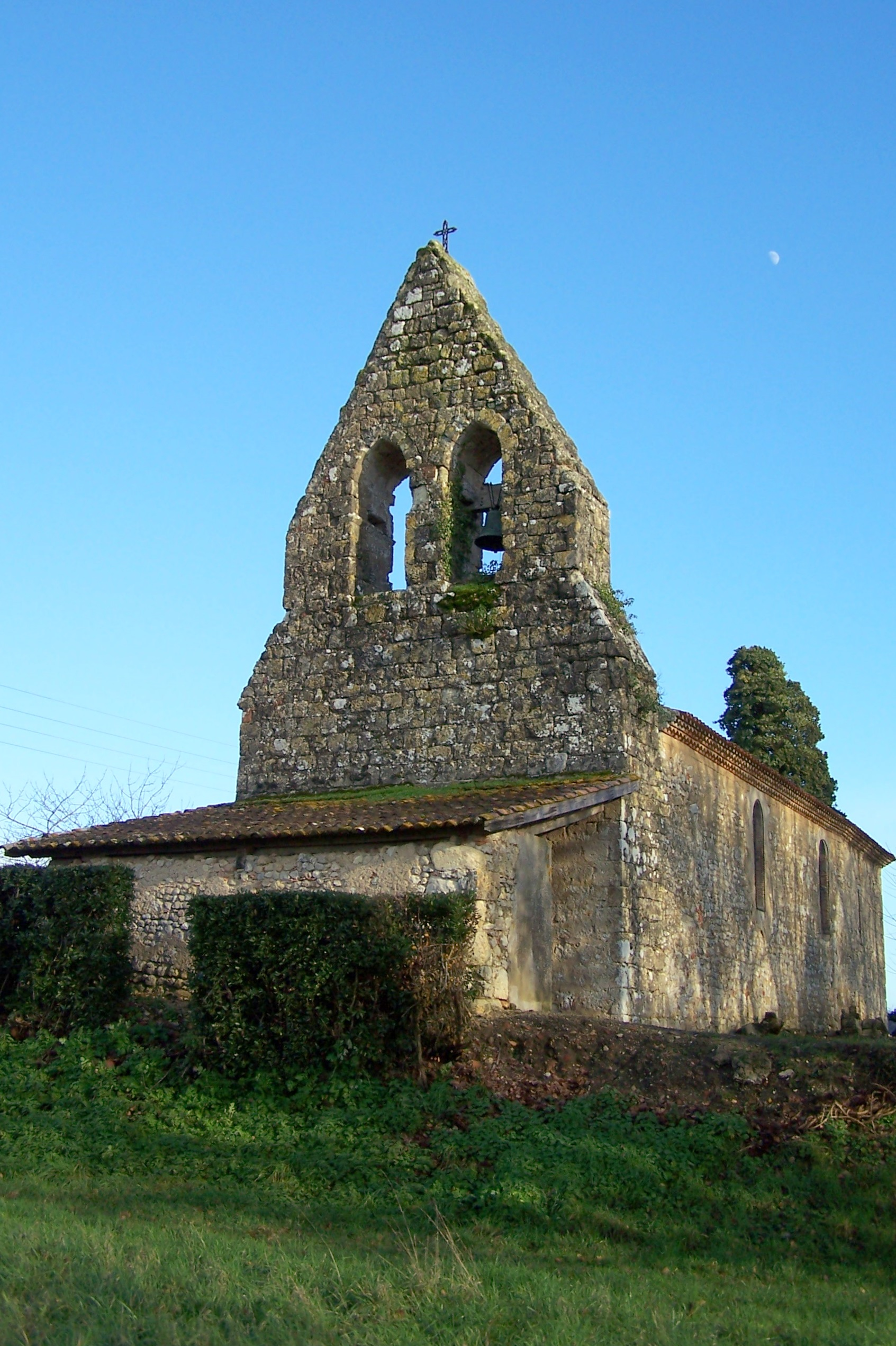
L'église Notre-Dame-de-Sadirac (janv. 2012).
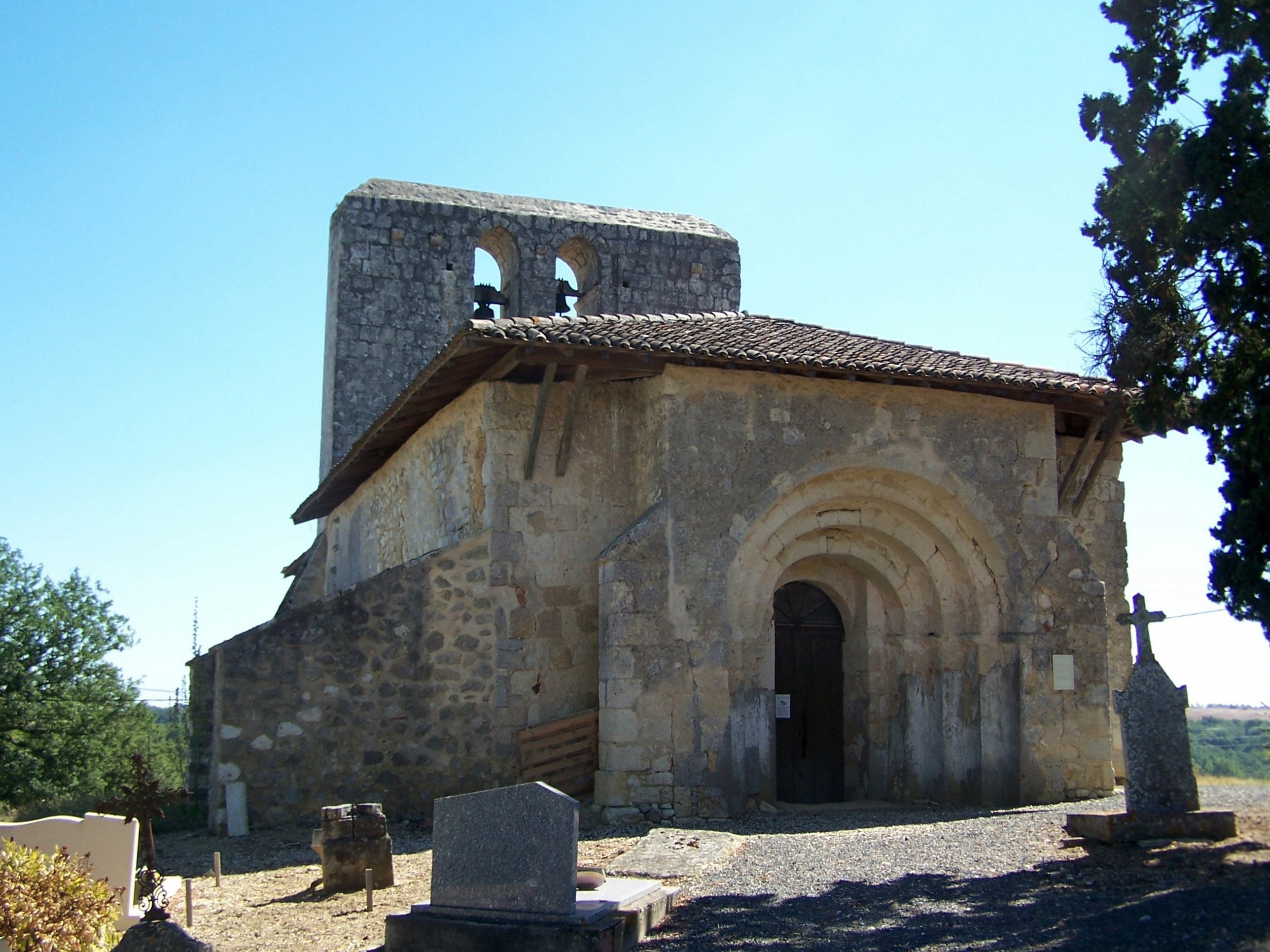
L'église Saint-Michel-de-Campin (sept. 2012).
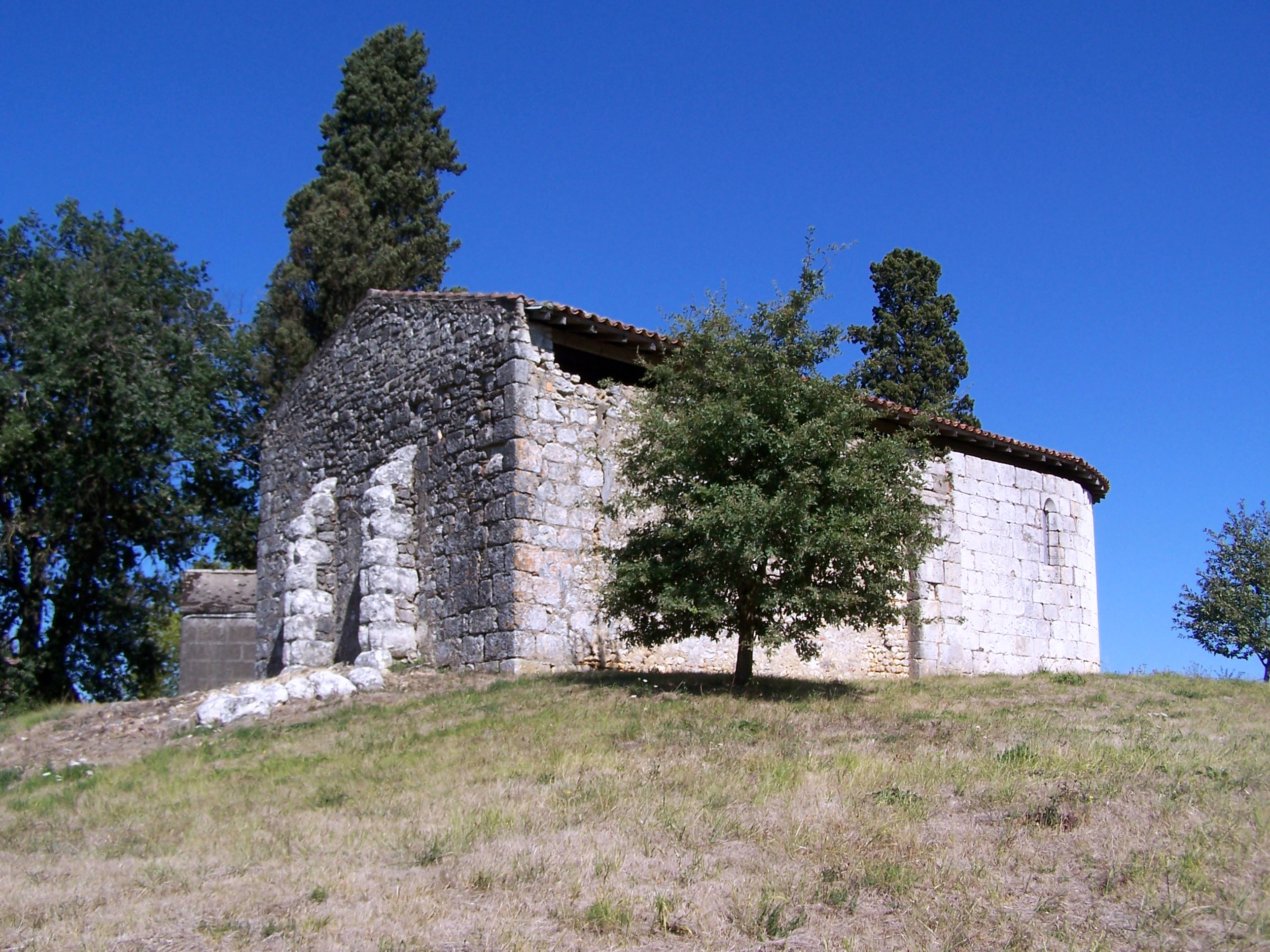
L'église Saint-Martin-de-Campot (sept. 2012).
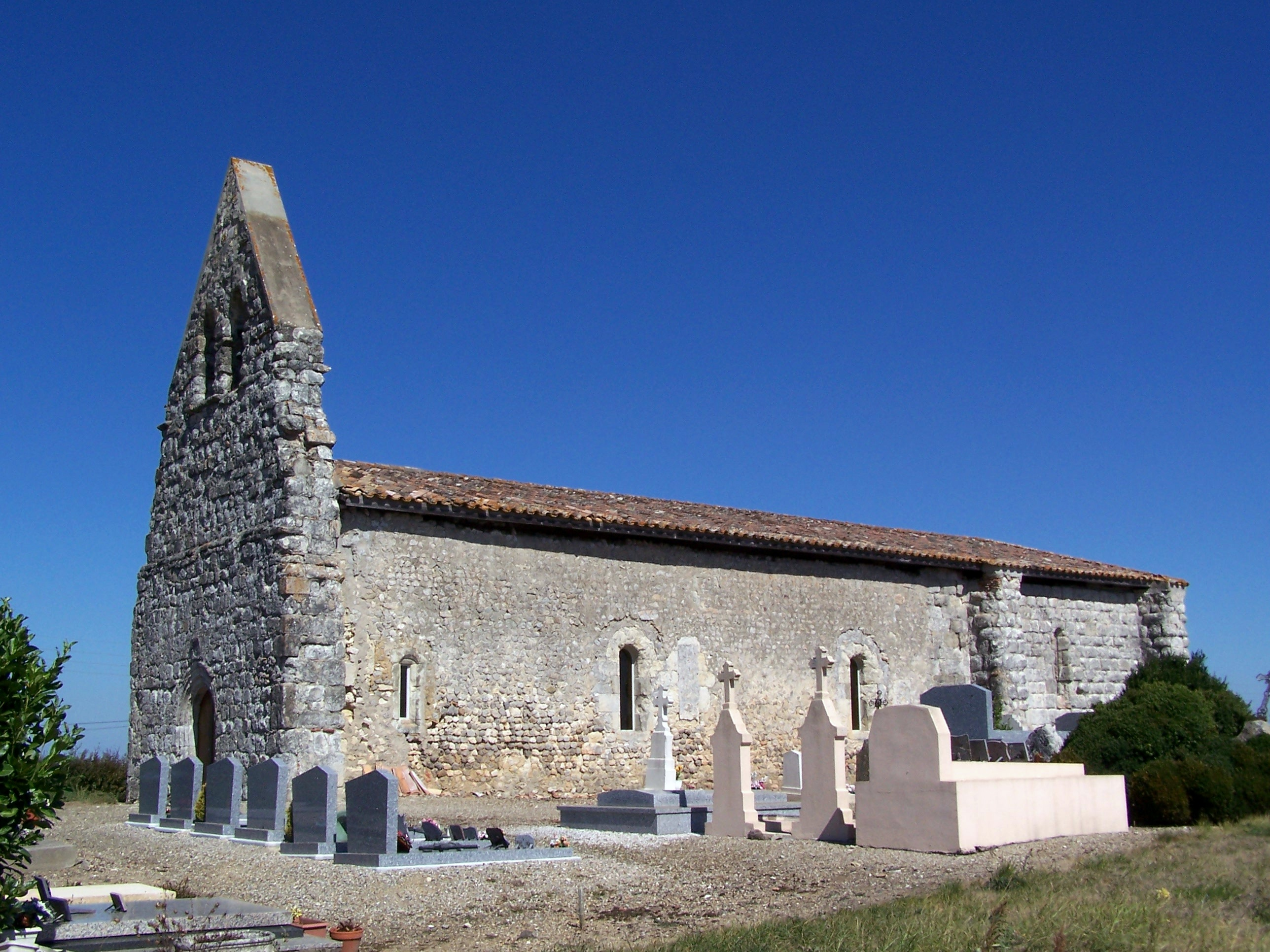
L'église Saint-Loubert-de-l'Outrange (sept. 2012).
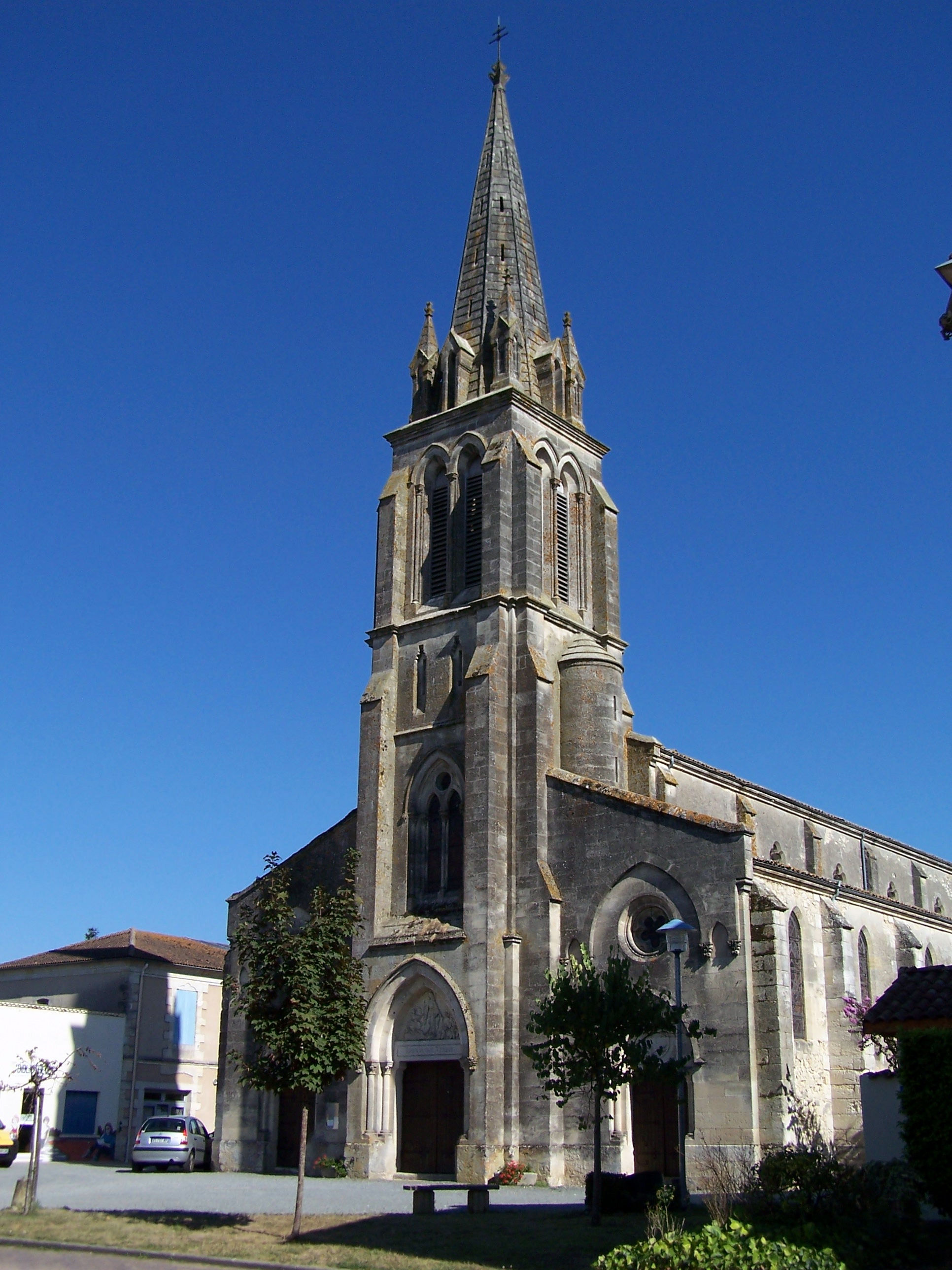
L'église Notre-Dame-de-l'Immaculée-Conception (sept. 2012).

### Personnalités liées à la commune
- Patrick Espagnet, journaliste et écrivain.
- Bernard Baudet, footballeur.
- Jean Bernard Marquette, historien.

### Héraldique
| Armes | Les armes de Grignols se blasonnent ainsi : D'azur au château de quatre tours d'or essoré de gueules sur une terrasse de sinople, surmonté d'un lézard d'or, au chef d'or chargé de trois barres de gueules. |